# BMC (Turchia)
BMC Otomotiv Sanayi ve Ticaret A.Ş. è un'azienda turca attiva nella produzione di autobus, autocarri, motori e veicoli militari.

## Storia
L'azienda nacque nel 1964, a Smirne, come concessionaria turca della compagnia britannica British Motor Corporation, che ne deteneva il 26% del capitale, su iniziativa di Ergün Özakat. Nel 1966 iniziò a produrre i primi veicoli commerciali.

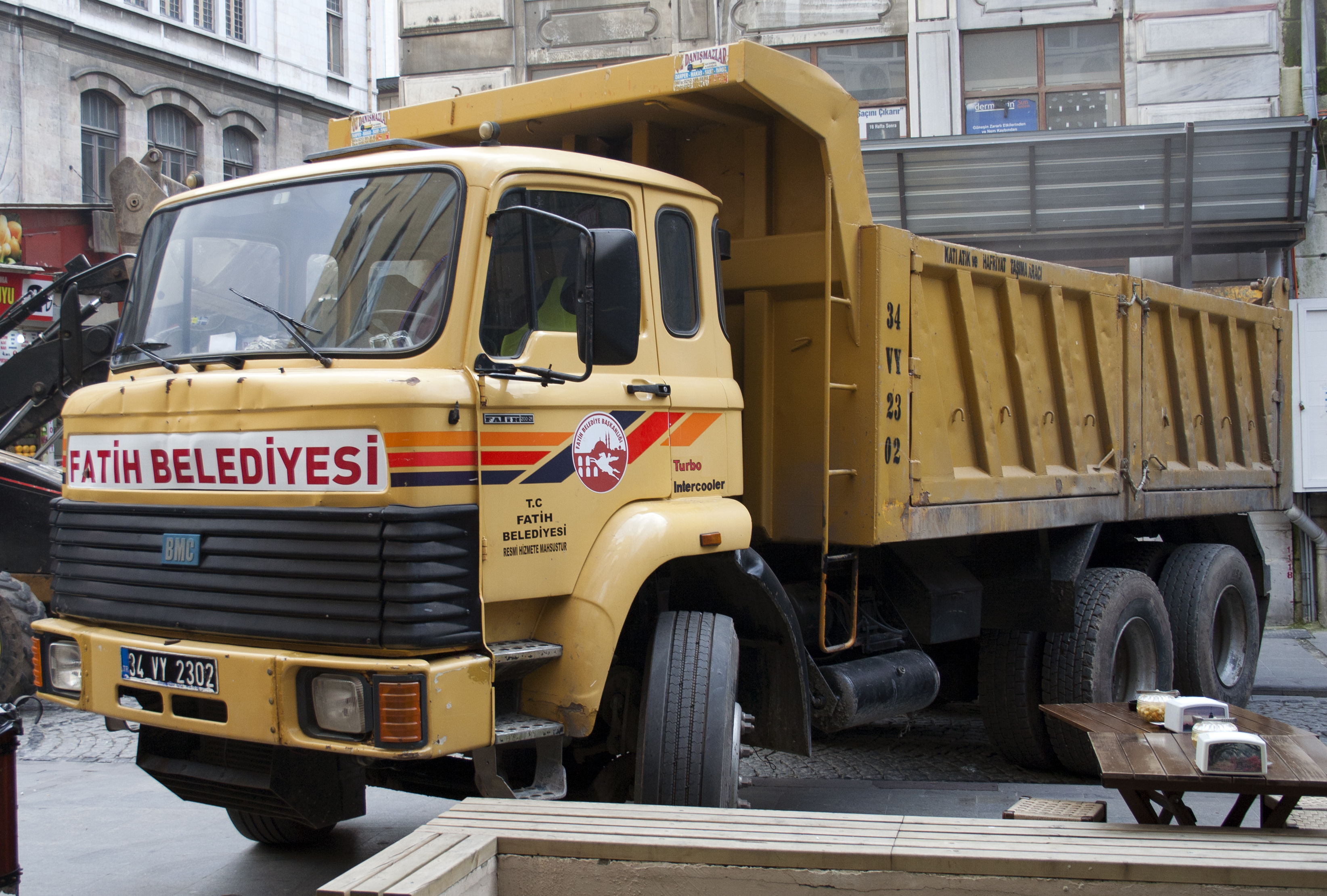
BMC Fatih appartenente al distretto di Fatih, Turchia.

Nel corso degli anni '80 l'azienda iniziò diversi partenariati con altre imprese tra cui la statunitense Cummins, con cui fu prodotta la serie Fatih, la britannica British Leyland, succeduta a British Motor Company, e la svedese Volvo Trucks, con cui produsse la serie Yavuz.
BMC fu acquistata nel 1989 dalla holding turca Çukurova, iniziando a produrre mezzi in maniera indipendente e aggiungendo, nei primi anni '90, la produzione di autobus e minibus con il debutto delle serie Belde e Probus. Sul finire degli anni '90 debuttano anche i primi veicoli militari.

## Prodotti

### Autobus
- Belde
- Hawk (2011 - ?)
- Probus (2003 - ?)
- Procity (dal 2008)
- Neocity (dal 2017)
- Neoport (dal 2018)

### Autocarri
- Profesyonel (dal 1996)
- Tuğra (dal 2018)[2]

### Veicoli militari
- Altay (dal 2018)[3]
- Amazon (dal 2015)
- Kirpi (dal 2009)
- Vuran (dal 2015)